# Diocese de Sant Feliu de Llobregat
A Diocese de Sant Feliu de Llobregat (em latim:  Dioecesis Sancti Felicis de Llobregat ) é uma diocese da Igreja Católica localizada no município de Sant Feliu de Llobregat, na província de  Barcelona, região autônoma da Catalunha. É pertencente a Arquidiocese de Barcelona na Espanha. Foi fundada em 15 de junho de 2004 pelo Papa João Paulo II. Com uma população católica de 922.130 habitantes, sendo 88,4% da população total, possui 123 paróquias com dados de 2021.

## História
Em 15 de junho de 2004 o Papa João Paulo II cria a Diocese de Sant Feliu de Llobregat através do território da Arquidiocese de Barcelona.

## Prelados
A seguir uma lista de bispos desde a criação da diocese em 2004.
|        | Nome                      | Período   | Notas         |
| Bispos | Bispos                    | Bispos    | Bispos        |
| ------ | ------------------------- | --------- | ------------- |
| 2º     | Xabier Gómez García, O.P. | 2024-     | Atual         |
| 1º     | Agustín Cortés Soriano    | 2004-2024 | bispo emérito |